# Stroinovți, Tărgoviște
Stroinovți (în bulgară Стройновци) este un sat în comuna Antonovo, regiunea Tărgoviște,  Bulgaria. 

## Demografie
Componența etnică a satului Stroinovți
     Turci (54,54%)
     Nicio identificare (45,45%)
     Altele (0%)
La recensământul din 2011, populația satului Stroinovți era de 11 locuitori. Din punct de vedere etnic, majoritatea locuitorilor (54,54%) erau turci. Pentru 45,45% din locuitori nu este cunoscută apartenența etnică.